# Taleggio (kaas)
Taleggio is een Italiaanse kaassoort, afkomstig uit het stadje Taleggio in de Val Taleggio, vlak bij Bergamo in Lombardije.
Het is een kaas met een gewassen korst met een beschermde oorsprongsbenaming (Denominazione di Origine Protetta), die al sinds de 11e eeuw in de regio gemaakt wordt.
De kazen werden in de herfst en winter gemaakt. Vermoedelijk is een oudere naam voor de kaas (stracchino, van het dialectwoord straccho, moe) afkomstig van het feit dat de koeien moe waren na een lange tocht te hebben gemaakt van de zomerweiden in de bergen naar de dalen.
Tegenwoordig wordt de kaas zowel ambachtelijk als industrieel gefabriceerd en is de productie uitgewaaierd naar de Povlakte. De kazen hebben meestal de vorm van een vierkant van 20 cm, maar zijn soms groter. De donker oranjeroze, gewassen korst is bij jonge kazen vrij dun, maar wordt bij langere rijping dikker, met donkere groeven. Er mogen geen scheuren in zitten.
Industrieel geproduceerde taleggio wordt steeds vaker volgens de moderne verwarmdewrongelmethode gemaakt, waardoor hij meer op Italico-kaas lijkt. De zuivel van deze kazen is veel witter en de smaak is zeer mild vergeleken met een boerentaleggio.

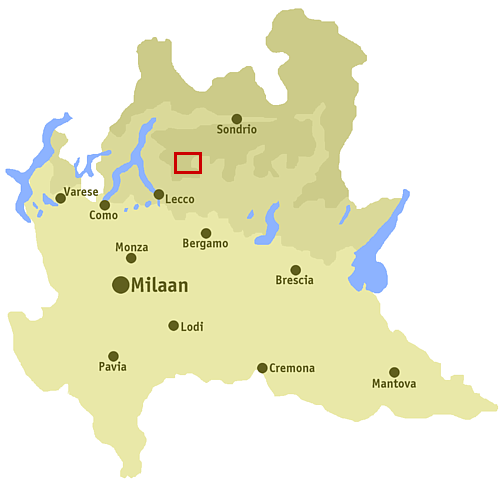
Ligging van het dal in Lombardije